# Ottitsch (Orgelbauer)
Die österreichische Orgelbauerfamilie Ottitsch ist seit 1981 im Orgelbau in Ferlach/Kärnten tätig.

## Leben
Walter Ottitsch begann 1956 seine Ausbildung im Orgelbau und gründete 1981 in Ferlach sein eigenes Orgelbauunternehmen. Dabei handelt es sich um hochwertige Orgeln, die in Österreich als auch im angrenzenden Ausland sehr geschätzt werden.
Dieses Unternehmen wird nunmehr von Bernhard Ottitsch weitergeführt, der seit seiner Kindheit in der Werkstätte seines Vaters mitarbeitete. Das Leistungsspektrum umfasst den Neubau von Orgeln, die Restaurierung historischer Instrumente sowie deren Wartung und Pflege. Besonders hervorzuheben sind Arbeiten an den historischen Orgeln von Josef Grafenauer in Pfarrkirche St. Paul an der Gail, einem bedeutenden Orgelbauer der 19. Jahrhunderts in Kärnten.

## Werke von Walter Ottitsch
| Jahr | Ort                    | Gebäude                           | Bild | Manuale | Register | Bemerkungen                                                                  |
| ---- | ---------------------- | --------------------------------- | ---- | ------- | -------- | ---------------------------------------------------------------------------- |
| 198x | Dellach                | Pfarrkirche St. Daniel im Gailtal |      | I/P     | 9        | Instandsetzung der Orgel von Alois Fuetsch aus 1891 durch Walter Ottitsch    |
| 1990 | Feistritz an der Gail  | Pfarrkirche Feistritz an der Gail |      | I/P     |          | Restaurierung der Orgel aus 1890 von Franz Grafenauer                        |
| 1991 | Unterkohlstätten       | Pfarrkirche Oberkohlstätten       |      | I/P     | 5        | [ 2 ]                                                                        |
| 1991 | Klagenfurt-Wölfnitz    | St. Martin am Ponfeld             |      | I/P     | 5        |                                                                              |
| 1993 | Weitensfeld im Gurktal | Pfarrkirche Weitensfeld           |      | II/P    | 13       | [ 3 ]                                                                        |
| 1997 | Hermagor               | Pfarrkirche Hermagor              |      | II/P    | 14       | Instandsetzung der Orgel von Josef Grafenauer aus 1860 durch Walter Ottitsch |

## Neubauten von Bernhard Ottitsch
| Jahr | Ort           | Gebäude                   | Bild | Manuale | Register | Bemerkungen                    |
| ---- | ------------- | ------------------------- | ---- | ------- | -------- | ------------------------------ |
| 1997 | Köttmannsdorf | Pfarrkirche Köttmannsdorf |      | II/P    | 18       | [ 4 ]                          |
| 1999 | Maria Rain    | Pfarrkirche Maria Rain    |      | II/P    | 27       | [ 5 ]                          |
| 2001 | Lesachtal     | Johanneskirche (Kornat)   |      | II/P    | 8        |                                |
| 2003 | Eberstein     | Pfarrkirche Eberstein     |      | I/P     | 6        | [ 6 ]                          |
| 2004 | Mölbling      | Pfarrkirche Meiselding    |      | I/P     | 9        | Gehäuse Elias Protzer aus 1765 |

## Restaurierungen von Bernhard Ottitsch
| Jahr | Ort          | Gebäude                  | Bild | Manuale | Register | Bemerkungen                                                  |
| ---- | ------------ | ------------------------ | ---- | ------- | -------- | ------------------------------------------------------------ |
| 2001 | Sirnitz      | Pfarrkirche Sirnitz      |      | I/P     | 7        | Restaurierung der Orgel aus 1742, unbekannter Orgelbauer     |
| 2005 | Baldramsdorf | Pfarrkirche Baldramsdorf |      | I/P     | 9        | Restaurierung der Orgel aus vor 1850, unbekannter Orgelbauer |
| 2014 | Mariahof     | Pfarrkirche Mariahof     |      | II/P    | 12       | Restaurierung der Orgel aus 1905 von Konrad Hopferwieser     |